# Jávor (faanyag)
A jávor, jávorfa középkemény–kemény lombos faanyag, elsősorban a hegyi juhar (Acer pseudoplatanus) anyaga.

## Az élő fa
Közép-európai, mediterrán jellegű flóraelem. Hegyvidéki fafaj. A termőhellyel szemben igényes, a párás, nedves, hűvös éghajlatot kedveli. A telet jól tűri, a korai fagyokat, a meleget, az aszályt megsínyli.
Magassága 20…30 m. Kérge sokáig sima marad, a bükkhöz hasonló, idősebb korban hosszában, keresztben megrepedezik, darabjai lehullanak, a platánfélékhez hasonlóan foltossá válik. Kéregvastagsága 1…2 cm.

## A faanyag
Színes geszt nélküli, fehér színű anyag, néha sárgás árnyalattal. Ritkán sötét színű álgeszt képződik benne, ez a fa betegségének tünete. Edényei szórtak, szabad szemmel nem láthatók. Az évgyűrűhatár az ottani vastagabb falú rostok miatt sötétebb vonalként rajzolódik ki. Bélsugarai a sugármetszeten sűrűn sorakoznak, fényes szalagokként, pöttyökként mutatkoznak, a fának selymes fényt adnak. A juharfajok közül a hegyi juharnak vannak a legvastagabb bélsugarai. Homogén, egyenletes, finom szerkezetű anyag.

## Felhasználása
SzárításSzárításkor könnyen reped, vetemedik, nagyon gondos, különleges szárítást igényel. A fűrészárut máglyázva, a naptól, esőtől védeni kell, hogy fehér színét megtartsa. Így is gyakoriak az elszíneződések.
MegmunkálásMinden szerszámmal jól és könnyen megmunkálható, jól késelhető, hámozható. Gépi forgácsoláskor könnyen pörkölődik. Gőzölve jól hajlítható.
RögzítésJól szegelhető, csavarozható. Jól ragasztható.
FelületkezelésSzépen csiszolható, ritkán pácolják, jól lakkozható.
TartósságMagas keményítőtartalma miatt hajlamos a fülledésre, nem időjárásálló.
Bútor, parketta, falburkolat, hajlított bútor, hangszer készítésére, furnér, faragás, esztergálás céljára, faszén égetésére használható.

## Egyéb jávorfák
Az európai juharfajok közül a korai juhar (Acer platanoides) faanyaga nehezebb, keményebb, mint a hegyi juharé, átlagos sűrűsége 0,64 g/cm³ körül van. Egyéb mechanikai tulajdonságai ennek arányában eltérnek a hegyi juhar anyagáétól, de összességében az utóbbihoz hasonlók. Ennek ellenére a faj faipari hasznosítása másodlagos, elsősorban tűzifa lesz belőle. 
A mezei juhar (Acer campestre) anyaga még nehezebb, nagyobb szilárdságú, átlagos sűrűsége 0,69 g/cm³. Törzse rendszerint korán elágazó, görbe, szabálytalan alakú. Faanyagának színe sötétebb, vörösesebb, mint a hegyi és korai juharé, rostjai gyakran fodrosak, hullámosak, a gyökérfõ közelében különösen dekoratív mintázatú. Szinte csak tűzifaként hasznosítják.
Antonio Stradivari hangszerei gyakran a mezei juhar vagy a korai juhar anyagából készültek.
A cukorjuhar (Acer saccharum) anyaga a „kemény jávor”. Átlagos sűrűsége 0,7 g/cm³. Kemény, strapabíró, a belsőépítészetben, a bútor-, sportszer- és hangszergyártásban hasznosítják fűrészáru vagy furnér formájában.
A Magyarországon invazív kőrislevelű juhar fája nagyon könnyű, puha, a faipar nem hasznosítja, tüzelőnek gyenge. Átlagos sűrűsége 0,48 g/cm³.